# Fotino de Sirmio
Fotino de Sirmio, en latín: Photinus (Galacia, 300 ca. – Galacia, 376), fue un obispo romano del siglo IV considerado por los cristianos nicenos como hereje.

## Biografía
Fue obispo de Sirmio (ciudad de la Panonia, residencia del emperador Constancio II).
Según el testimonio del histórico Sócrates de Constantinopla, Fotino fue diácono y estudiante de Marcelo de Ancira, metropolitano de Ankara y de Galicia también él. Los dos se contrapusieron a la herejía de los arrianos con un corpus de doctrinas trinitarias estas también heterodoxas. Fotino terminó por lo tanto ser considerado doblemente hereje: fue de hecho condenado tanto por los arrianos en el 344 por el sínodo arriano de Antioquia, tanto por el cristianismo romano, que lo renococió culpable en los concilios de Milán (345 y 347, aunque este último no condenó a Fotino a causa de su fuerte carisma popular) y en el sínodo de Sirmio del 351, en el que Fotino fue depuesto con la doble acusación de monarquianismo y de adopcionismo. La condena definitiva la emitió el Concilio de Constantinopla I en el 381 y sancionada por el papa Dámaso I en el 382.
Después de estos hechos, Fotino perdió la dignidad episcopal. Parece igualmente que volvió a su sede durante el corto reinado de Juliano el Apóstata (361-363), para después ser echado otra vez por Valentiniano I en el 364.

## Fotinismo
Antes de mencionar la heterodoxa formulación trinitaria de Fotino, es necesario encuadrarla en las enseñanzas de su maestro Marcelo de Ancyra. Él sostenía:
- que Jesús, nacido milagrosamente de María y del Espíritu Santo como hombre, había sido adoptado por Dios por sus cualidades excepcionales;
- que no había real distinción de las Personas de la Trinidad, en cuanto el Verbo divino era solamente una parte de la sustancia divina (Marcelo llamaba a Dios con el apelativo de logopatora, traducible aproximadamente como Verbopadre).

Es necesario puntualizar que las doctrinas de Fotino no emergen con claridad de los testimonios. Se procede de la base de los testimonios de Sócrates de Constantinopla, que identifica la creencia de Fotino con aquella de Sabelio de Libia y Pablo de Samosata.
Fotino, a diferencia de Marcelo, reconocía que al interno de la Trinidad había al menos una persona distinta de las otras: la del Padre. En cuanto a Hijo y al Espíritu Santo:
- él definía como Logos la parte de la sustancia del Padre que quedó latente hasta la encarnación. Solo después del Logos se habría transformado autenticamente Hijo;
- el Espíritu Santo, según las enseñanzas heréticas de Fotino, sería parte de la sustancia del padre que quedó latente (antes de la Encarnación, presumiblemente). En efecto la sustancia del Padre, siempre según Fotino, podía expandirse o contraerse y por lo tanto mutar; esta expansión habría formado al Hijo y al Espíritu Santo.

Esta formulación herética de la Trinidad tomó el nombre de Fotinismo. Al tiempo de san Agustín, es decir algunos decenios después de la muerte de Fotino, era llamado fotiniano todo aquel que creía que Jesús había sido un simple hombre.

## Fotino en la literatura
Fotino es citado por Dante Alighieri en la Divina Comedia, si bien no directamente: él lo menciona hablando del papa Anastasio II, relegado entre los epicúreos. Al patrimonio de las enseñanzas de Fotino sobre Anastasio el poeta alude como origen del acuerdo subrepticio entre el papa y los herejes monofisistas: en los versos citados, Fotin es sujeto de arrastro, mientras a quien, es decir Anastasio, es objeto directo.

...donde vi una escritura

que decía: A Anastasio Papa encierro,

a quien Fotino arrastró del camino recto.
Dante Alighieri, Infierno, Canto XI, vv. 7-9